# 全国高等学校総合体育大会カヌー競技大会
全国高等学校総合体育大会カヌー競技大会（別名：全国高等学校カヌー選手権大会）は日本の高等学校カヌー対抗の大会である。選手権大会は1985年に初めて開催。2005年まで日本カヌー連盟が単独で開催していた。

## 概要
この大会は、国民体育大会カヌー競技と並ぶ高校生年代のカヌー2大大会で、2006年からはインターハイ開催地にて毎年持ち回りで開催されている。
まず男女それぞれフラットウォーターレーシング（200m・500m）のカヤックシングル、カヤックペア、カヤックフォア、カナディアンシングル、カナディアンペア、カナディアンフォアに分かれて競技を行う。
まず、シングルとペアは5組、カヤックフォアは4組、カナディアンフォアは3組に分かれ、予選を行い、カヤックシングル（200m・500m）、カナディアンシングル（200m・500m）はそれぞれ上位7名ないし8名が、カヤックペア（200m・500m）、カナディアンペア（200m・500m）は上位7ペアないし8ペアが、カヤックフォア（200m・500m）は、上位6チームから8チームが、カナディアンフォア（200m・500m）は決勝へ進むトップ通過のチームを除く下位6チームから7チームが準決勝へ進出できる。準決勝はカヤックシングル（200m・500m）、カナディアンシングル（200m・500m）は4組に分かれ、上位2名ないし3名が、カヤックペア（200m・500m）、カナディアンペア（200m・500m）は4組に分かれ、上位3ペアが、カヤックフォア（200m・500m）は3組に分かれ、上位3チームが決勝へ進出する。決勝はカヤックシングル、カナディアンシングルは9名で、カヤックペア、カナディアンペアは9ペア、カヤックフォア。カナディアンフォアは4チームで競技し、学校対抗得点という各種目の順位点の総合で順位が決定する。

## 学校対抗歴代優勝校
| 回 | 年度   | 開催地         | 男子優勝             | 女子優勝           |
| -- | ------ | -------------- | -------------------- | ------------------ |
| 1  | 1985年 | 山梨           |                      |                    |
| 2  | 1986年 | 沖縄           |                      |                    |
| 3  | 1987年 | 京都           |                      |                    |
| 4  | 1988年 | 山梨           |                      |                    |
| 5  | 1989年 | 山梨           |                      |                    |
| 6  | 1990年 | 山梨           | 高瀬（香川）         |                    |
| 7  | 1991年 | 山梨           |                      |                    |
| 8  | 1992年 | 山梨           |                      | 高瀬（香川）       |
| 9  | 1993年 | 山梨           | 坂出工(香川)         | 高瀬（香川）       |
| 10 | 1994年 | 山梨           |                      | 高瀬（香川）       |
| 11 | 1995年 | 山梨           |                      | 高瀬（香川）       |
| 12 | 1996年 | 山梨           |                      | 高瀬（香川）       |
| 13 | 1997年 | 山梨           | 高瀬（香川）         |                    |
| 14 | 1998年 | 山梨           | 高瀬（香川）         |                    |
| 15 | 1999年 | 山梨           |                      |                    |
| 16 | 2000年 | 山梨           |                      |                    |
| 17 | 2001年 | 山梨           |                      |                    |
| 18 | 2002年 | 山梨           |                      | 谷地(山形)         |
| 19 | 2003年 | 山梨           | 中新田（宮城）       | 高瀬（香川）       |
| 20 | 2004年 | 山梨           | 球磨工（熊本）       | 高瀬（香川）       |
| 21 | 2005年 | 山梨           |                      | 安達（福島）       |
| 22 | 2006年 | 山梨           |                      | 川根（静岡）       |
| 23 | 2007年 | 佐賀           | 球磨工（熊本）       | 高瀬（香川）       |
|    | 2008年 | 埼玉           | 球磨工（熊本）       |                    |
|    | 2009年 | 京都           | 球磨工（熊本）       | 谷地(山形)         |
|    | 2010年 | 沖縄           | 高田（大分）         | 坂出（香川）       |
|    | 2011年 | 宮城           | 三潴（福岡）         | 宮崎商（宮崎）     |
|    | 2012年 | 石川           | 横浜修悠館 (神奈川)  | 谷地 (山形)        |
|    | 2013年 | 大分           | 坂出 (香川)          | 水橋 (富山)        |
|    | 2014年 | 山梨           | 谷地（山形）         | 谷地（山形）       |
|    | 2015年 | 京都           | 名鉄学園杜若（愛知） | 不来方（岩手）     |
|    | 2016年 | 山口           | 谷地（山形）         | 不来方（岩手）     |
| 33 | 2017年 | 山形           | 谷地（山形）         | 谷地（山形）       |
| 34 | 2018年 | 岐阜           | 谷地（山形）         | 小見川（千葉）     |
| 35 | 2019年 | 鹿児島         | 坂出工(香川)         | 小見川（千葉）     |
| 36 | 2020年 | 香川           | 大会中止             | 大会中止           |
| 37 | 2021年 | 福井           | 谷地（山形）         | 宮崎商             |
| 38 | 2022年 | 香川           | 谷地（山形）         | 谷地（山形）       |
| 39 | 2023年 | 北海道（山形） | 谷地（山形）         | 谷地（山形）       |
| 40 | 2024年 | 大分           | 水俣（熊本）         | 武庫川女大付(兵庫) |
| 41 | 2025年 | 島根           |                      |                    |